# Castillo de Arrifana
El Castillo de Arrifana,  también conocido como Ribat de Arrifana (o da Arrifana), fue un complejo religioso y militar del período andalusí, situado en el municipio de Aljezur, en el Distrito de Faro, en Portugal. Según fuentes islámicas, fue utilizado como convento de monjes guerreros, habiendo comenzado a ser construido alrededor de 1130 por Abūʾl-Qāsim Aḥmad ibn al-Ḥusaīn ibn Qasī, un líder musulmán de Silves. Fue parcialmente convertido en una torre de vigilancia en el siglo XIV, que duró hasta el siglo XVIII. Fue identificada por arqueólogos en 2001 en las ruinas de Ponta da Atalaia. Se considera uno de los principales vestigios de la época árabe en Portugal, y fue clasificada como Monumento Nacional en 2013.

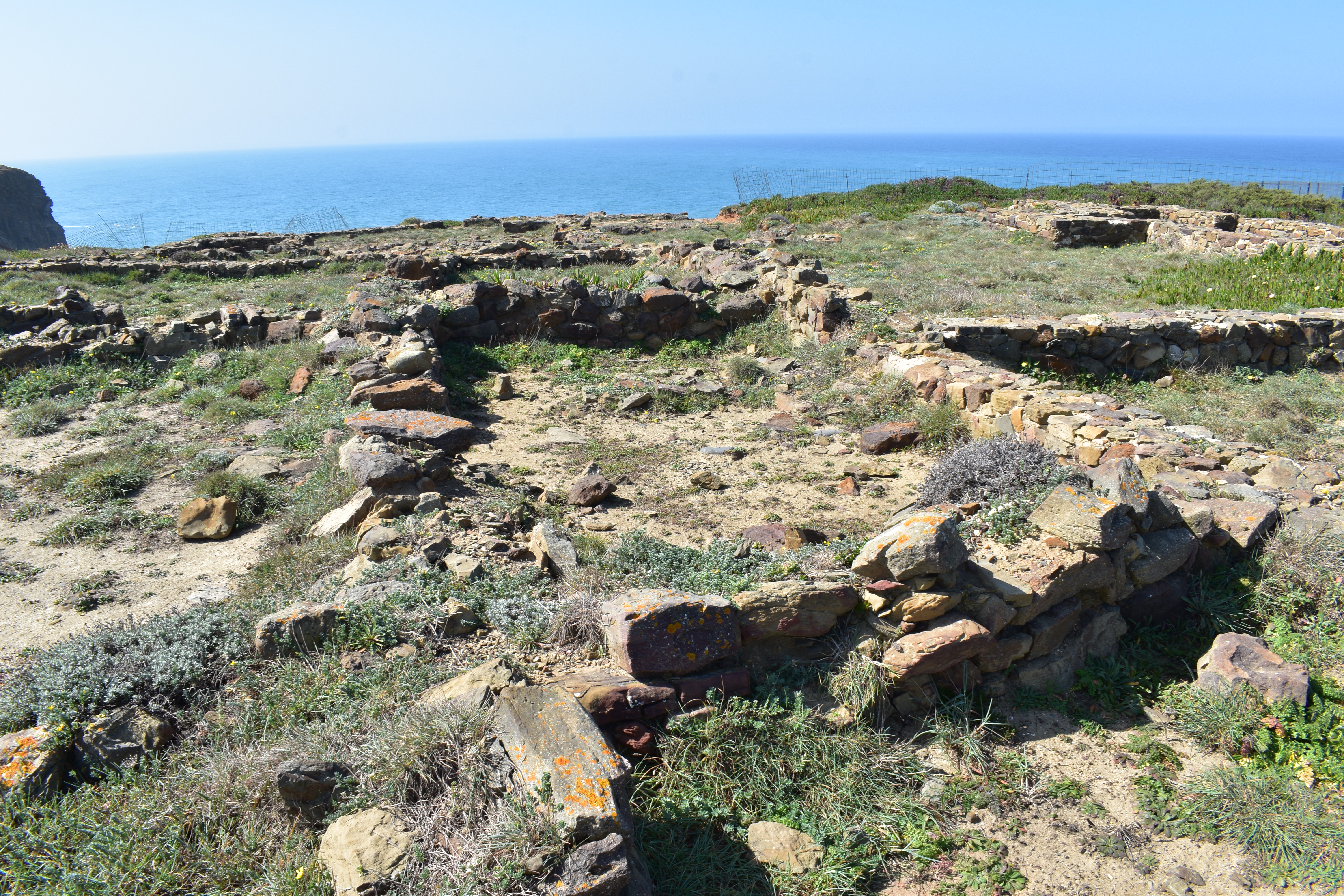
Sector I de las ruinas de Ribat en 2020

## Descripción

### Localización
El Ribat de Arrifana se encuentra en la punta de Atalaia, un pequeño promontorio rocoso, en la zona de Vale da Telha, en la parroquia y municipio de Aljezur, perteneciente al Distrito de Faro.
La zona de Ponta da Atalaia fue elegida principalmente por razones de importancia estratégica, ya que permitía, en días despejados, vigilar la franja costera desde el cabo San Vicente hasta el cabo Sardão, en el Alentejo. Además, estaba situada en una zona que en aquella época constituía la frontera entre la región reconquistada por los cristianos y la aún dominada por los musulmanes, y al mismo tiempo estaba alejada de Faro y Silves, controladas por los enemigos de Ibn Qasi. Por otro lado, esa ubicación también tenía ventajas desde el punto de vista religioso, al estar situada relativamente cerca de una alcaria o lugar de gran importancia espiritual, para así difundir mejor tanto el mensaje sufí como los propios ideales de Ibn Qasi, que serían el inicio de un nuevo gobierno teocrático. Su ubicación costera, en una zona en los confines del mundo conocido, significaba también la conexión entre la tierra y el mar, y servía como metáfora entre los reinos de lo material y lo espiritual.
La playa, entre acantilados de pizarra gris y caliza blanca o dorada, erosionada por vientos y olas, se encuentra dentro de la región turística del Parque natural del Suroeste Alentejano y Costa Vicentina. Allí, en la desembocadura de la Ribeira de Aljezur, antaño navegable, en la punta de Atalaia, lindando con la localidad de Aljezur, en posición dominante sobre la Praia da Arrifana, se encuentran los restos de una construcción, que la tradición local denomina Castelo da Arrifana. Se dice que son los restos de la residencia de Abu Alcacim Amade ibne Huceine ibne Cassi, príncipe independiente del primer reino del Algarve, que abandonó la capital, Silves, para dedicarse a la contemplación y a la escritura.
La ocupación estratégica de la región por los musulmanes estuvo determinada por la oferta de condiciones naturales esenciales para la supervivencia como agua potable, tierras agrícolas fértiles y productos  pesqueros. La defensa de ese tramo de la costa vicentina era esencial, en la época de la Reconquista Cristianismo de la Península.

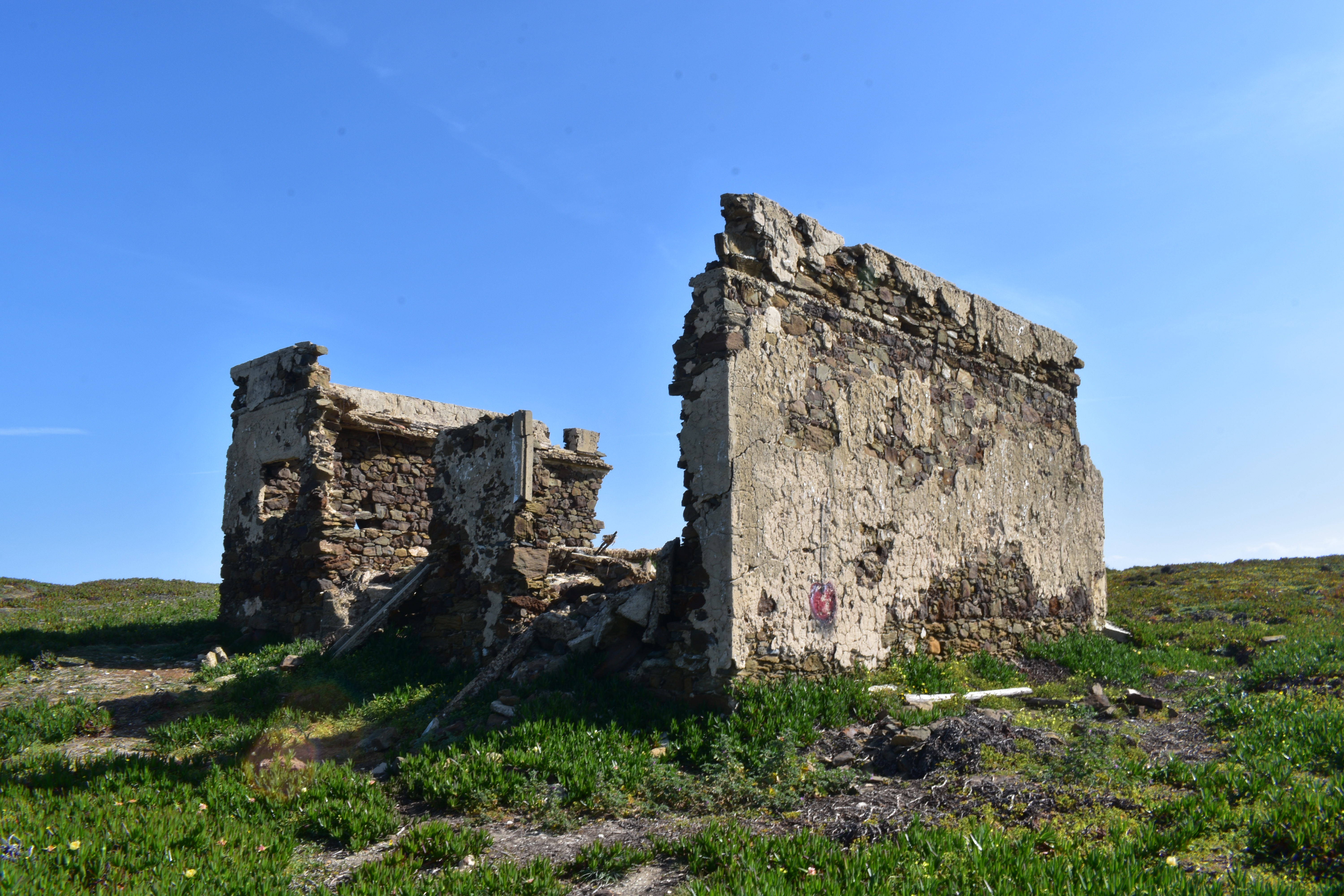
Ruinas del Puesto de Vigilancia Fiscal, junto a los restos del Ribat

### Protección e importancia
El Ribat de Arrifana es una estructura única en el territorio nacional, y es probablemente el único complejo religioso de época musulmana en el oeste de la península ibérica. De hecho, en toda la península sólo se ha identificado otro Ribat, el de Guardamar, cerca de Alicante. La importancia del Ribat de Arrifana también se deriva de la considerable cantidad de fuentes que se conservan sobre el complejo y su fundador, Ibn Qasi, y la evolución histórica del Ribat, incluyendo las causas y fechas de su construcción y decadencia, es relativamente bien conocida. El Ribat está considerado el monumento más importante de su tipo en toda la Península, y su descubrimiento fue el centro de atención de varios investigadores de toda Europa. Desde entonces, el yacimiento arqueológico ha sido visitado por ciudadanos de varias naciones islámicas, incluidos diplomáticos y príncipes. El Ribat también es muy visitado por turistas.
El conjunto fue clasificado como Monumento Nacional por el Decreto n.º 25/2013, de 25 de julio. Fue el primer resto arqueológico en tener esa categoría en el municipio de Aljezur. En 2014, el Estado aún había iniciado el proceso para la adquisición de los terrenos donde se encontraba el Ribat, aunque estaba previsto como parte de las obras de la Sociedade Polis Litoral Sudoeste.

### Significado y composición
Un Ribat o Rîbat es un complejo fortificado que también tenía funciones religiosas, sirviendo de base a monjes guerreros de origen musulmán, que hacían voto de pobreza. Así, contaba con varios edificios religiosos, como una mezquita, y otros que tenían funciones más militares, como un establo. El complejo estaba organizado de forma jerárquica, para corresponder a varios niveles de funcionalidad y simbolismo, habiéndose identificado cuatro grandes áreas, con funciones diferentes, adaptadas a la situación del terreno donde se encontraban. La península en la que se ubicaba el Ribat estaba rodeada, por el lado de tierra, por una larga muralla, de la que se excavaron al menos dos partes.
El Ribat de Arrifana comparte algunas características con el de Guardamar y con otros del norte de África, como la organización urbana abierta, la ausencia de muralla defensiva y la adaptación de las estructuras a la ondulación del terreno.
El conjunto se completa con el Castillo de Aljezur y los vestigios de algunas torres vigías de la región, que permitían el control y vigilancia de ese tramo de costa, ya que desde allí se divisa desde Sines hasta el Cabo de San Vicente. En el contexto del Algarve interior, el Ribat formaba parte de un conjunto de estructuras militares relacionadas con Silves, entre las que también se encontraba el Castillo de Alferce.

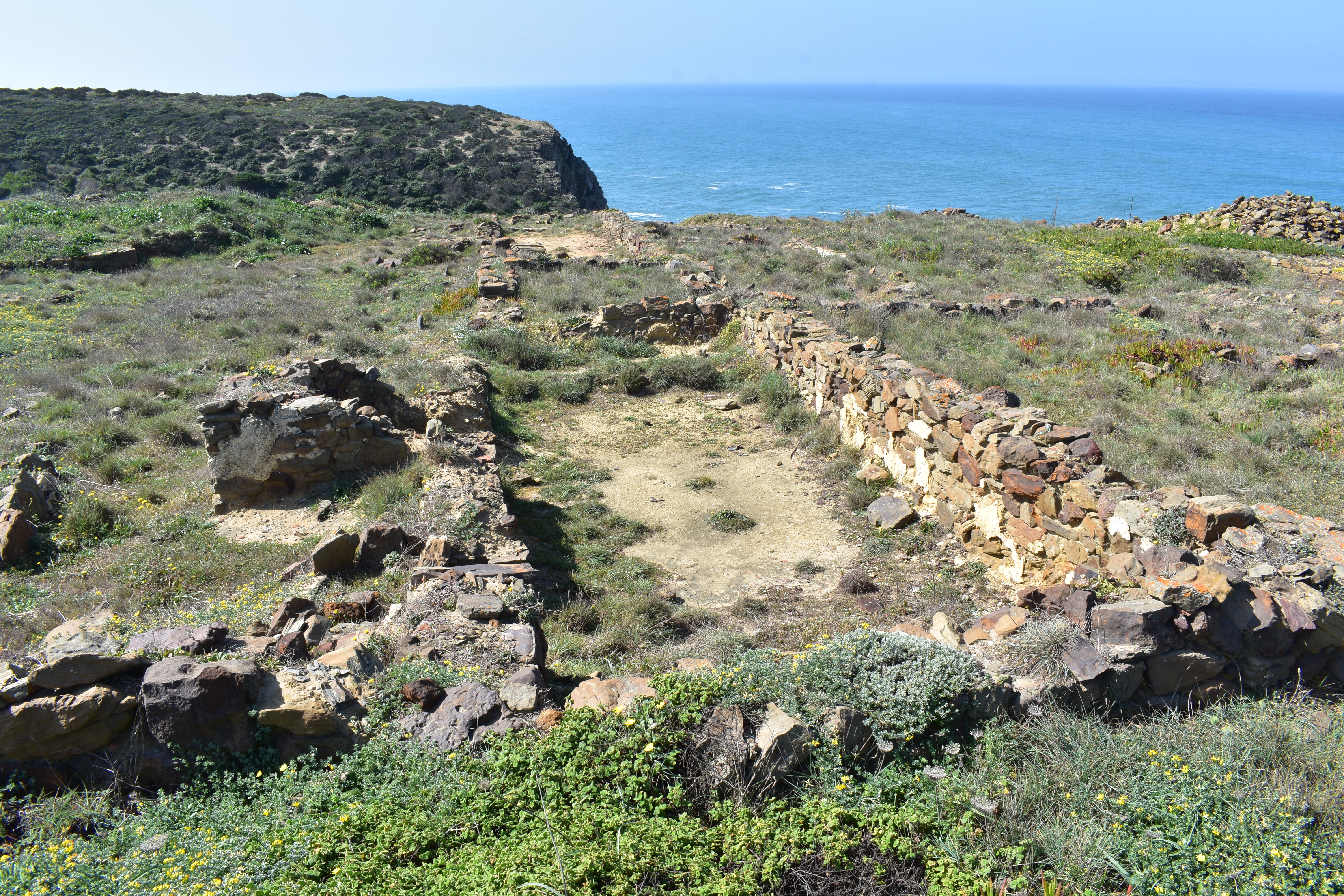
Sector 4 de las ruinas, en 2020

#### Entrada y necrópolis (Sector 4)
La entrada al Ribat se realizaba por el lado sureste, donde había varios edificios, entre ellos dos o tres mezquitas, y fue quizás en esta zona donde se realizó la introducción a los principios sufíes. También en el lado sureste había una necrópolis, como demuestra la existencia de sesenta y cinco tumbas, siete de las cuales han sido investigadas en su totalidad. Estas tumbas tienen formas rectangulares o trapezoidales, pero son de diferentes tamaños y constituciones, algunas se han adosado a los muros de las qiblas de las mezquitas de la zona de entrada. Las tumbas tenían túmulos bajos de tierra y estaban rodeadas de muros de esquisto, Cada tumba se utilizaba para un solo individuo, que era enterrado en decúbito lateral, en el lado derecho, en dirección suroeste-noreste y mirando hacia el sureste, hacia La Meca. Además de las tumbas de origen musulmán, se encontraron tres de orientación cristiana, que podrían pertenecer a combatientes cristianos que luchaban como islamistas. Las tumbas contaban con pequeñas estelas anepigráficas, a excepción de dos de ellas, en las que se habían grabado textos de mayor tamaño, y que aún se conservan. Estas estelas epigráficas se consideran de gran interés, ya que son las únicas de época islámica encontradas en su lugar de origen en toda la península ibérica. Según la arqueóloga Rosa Varela Gomes, la necrópolis se encontraba aún en buen estado de conservación, algo inusual entre las estructuras de ese tipo de época islámica. En el límite norte de la necrópolis se encontró un edificio que probablemente habría servido para lavar y preparar los cadáveres para el entierro, y que contaba con un banco, un depósito para el agua y una tina excavada en el suelo, cuyo suelo y paredes estaban cubiertos de masilla. Adyacente a la necrópolis había una zona, identificada como sector 4, que estaba separada por un muro, y donde se encontraba una escuela coránica o madrasa, que tenía un gran patio y varias celdas adosadas en dirección sureste. La necrópolis pudo estar rodeada por una muralla.

#### Acceso a la Ponta da Atalaia (Sectores 1 y 2)
En el lado occidental, donde la península se estrechaba, existía otra zona propia, clasificada como sector 1, que probablemente sería la parte más activa dentro del ribat, y que serviría como punto de control en el acceso al promontorio de Atalaia. Esta sería la única forma de acceder a la punta propiamente dicha, protegida de forma natural por los acantilados costeros. Esta zona de acceso estaba densamente ocupada por edificios, entre ellos cuatro mezquitas de planta rectangular, una de ellas de grandes dimensiones, compartimentadas y con el mirabe orientado hacia La Meca, en el mismo muro que el portal de entrada. También se identificaron varios edificios rectangulares, dos de ellos de mayores dimensiones, con patios y divididos en varios compartimentos, que sin duda habrían sido viviendas. En el castillo de Salir se descubrieron edificios residenciales de características muy similares. A pocos metros de las casas, en dirección sur, se encuentra el sector 2, donde había una pequeña mezquita con varias dependencias, justo al lado de la línea de costa, que probablemente habría estado reservada para un personaje de gran importancia.

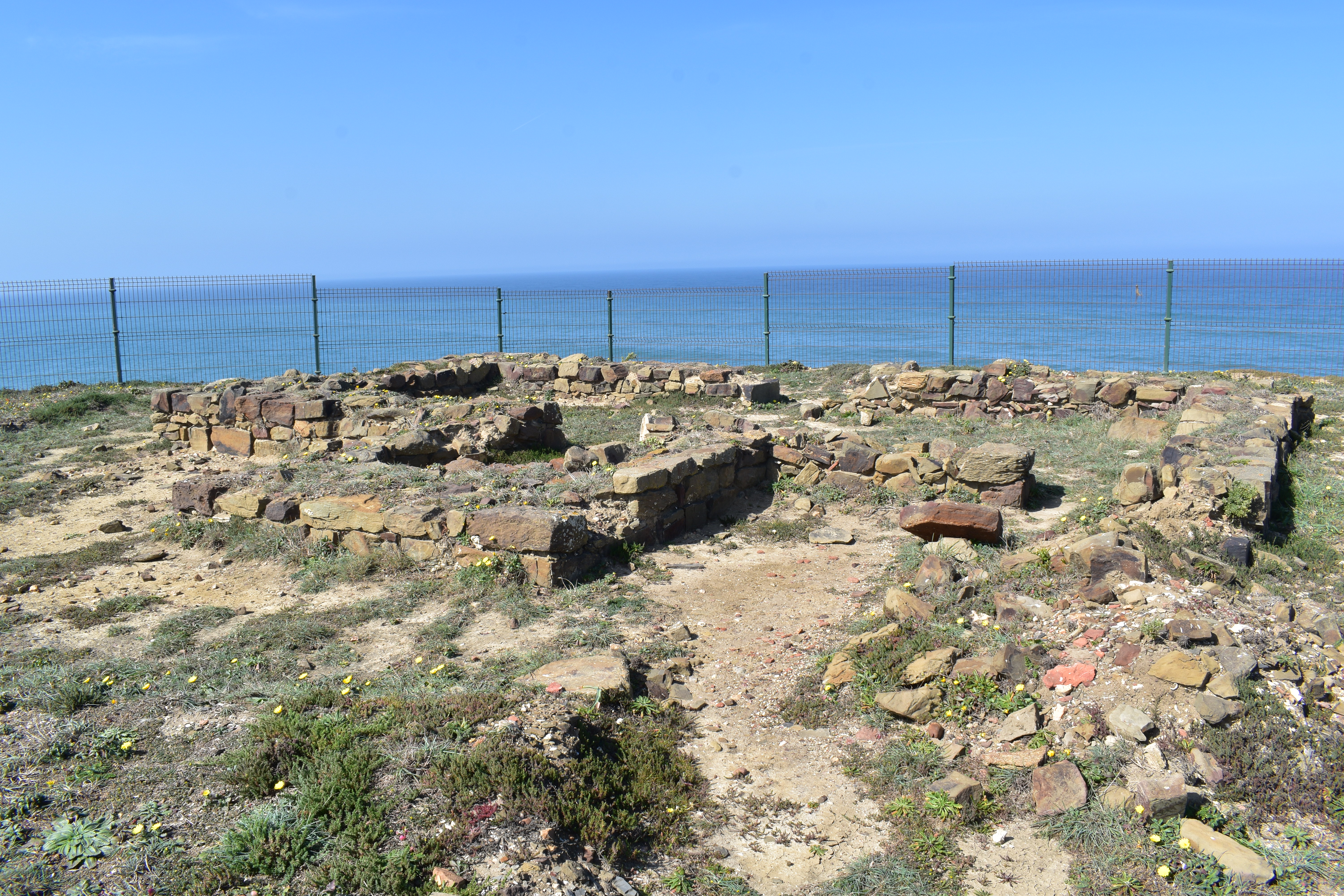
Ruinas de la Mezquita, en el sector III

#### Ponta da Atalaia (Sector 3)
En la cima del promontorio, clasificado como sector 3, había otro grupo de edificios, entre los que se encontraba una mezquita con un muro para las oraciones y un minarete de planta circular. Ese lugar era probablemente el más sagrado de todo el complejo. Este núcleo habrá sido probablemente la primera parte del Ribat en construirse, y la mezquita pudo haber sido utilizada por el maestro, debido a su ubicación simbólica, y a la presencia del minarete, que se utilizaba para llamar a los creyentes a sus oraciones diarias. Es muy probable que este alminar sirviera también para vigilar la costa, uso que siguió teniendo tras la reconquista cristiana, habiendo sido reutilizado en el siglo XIV como torre de vigilancia.
Los muros de los edificios se construyeron en listones estucados y encalados sobre una cimentación de mampostería en pizarras, grauvacas y areniscas, mientras que las cubiertas habrían sido de madera con tejas de cañón, formando tejados a una sola agua, o terrazas de madera y tierra cruda. Los suelos de los edificios eran de tierra apisonada.

### Espólio
En el yacimiento se encontró una cantidad menor de artefactos de lo habitual en contextos residenciales, lo que puede explicarse por el corto periodo de ocupación. Se encontraron piezas relacionadas con diversas actividades cotidianas, como la preparación y el consumo de alimentos, la caza y la pesca, la captura de marisco y el hilado y tejido, y otras que apuntan a un uso espiritual, como placas epigráficas de esquisto dentro de la estructura de los edificios, muchos candis, algunos amuletos y diversas inscripciones de fe a Dios. Las piezas de cerámica encontradas son fragmentos de cuencos, ollas, jarras o cántaros, cuencos y ollas, cuyo estilo sencillo y decoración apuntan al intervalo entre los siglos XII y XIII. También se descubrieron una botella de vidrio, cosetas, pesas de telar, diversos objetos de hueso y piedra, y otros de metal, como rollos de plomo y armas. También se descubrieron restos de alimentos, como restos de moluscos. En la necrópolis se encontraron partes de esqueletos humanos.

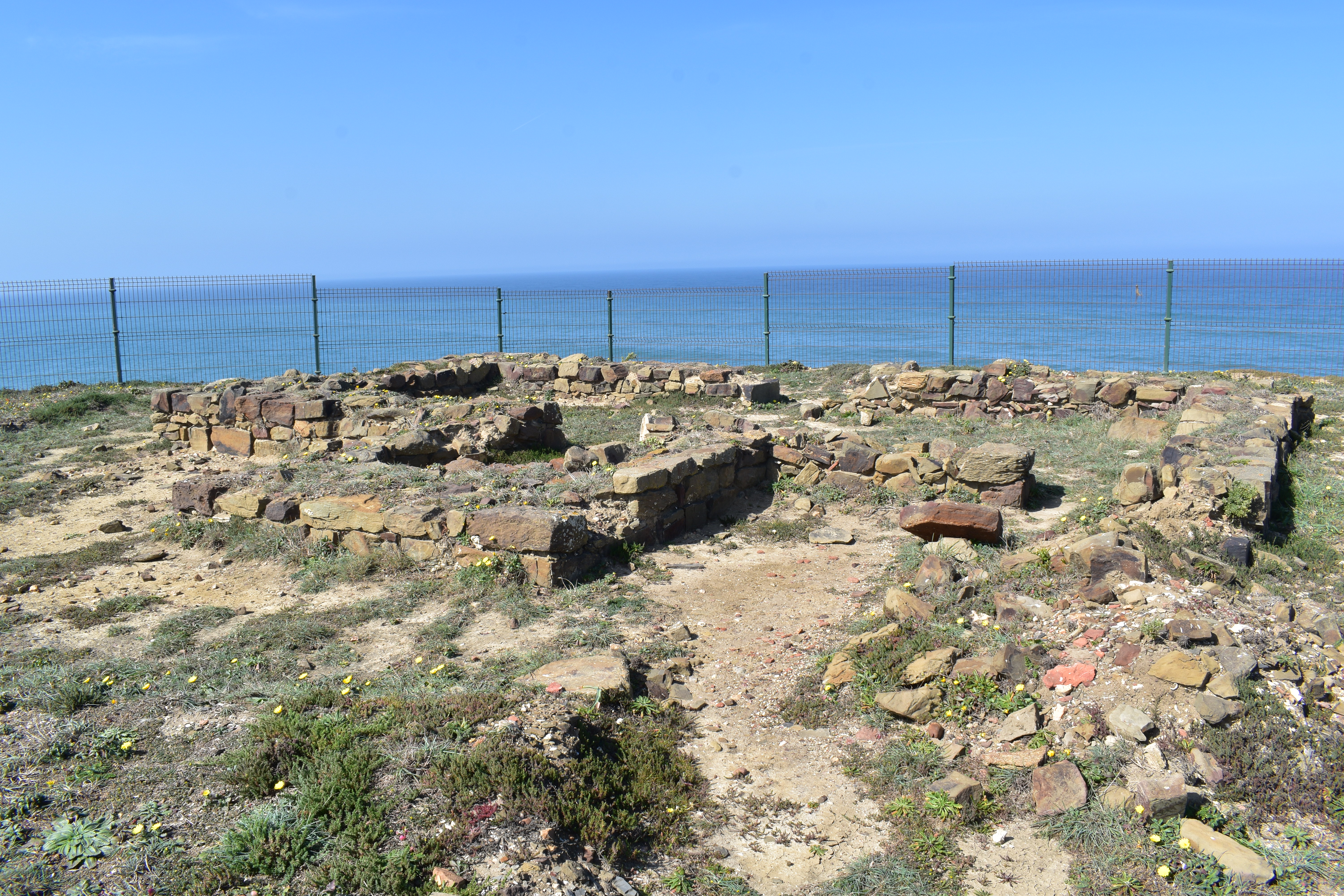
Detalle de un Mihrab, en el sector III de las ruinas

## Historia

### Construcción y declive
El Ribat fue fundado por Abūʾl-Qāsim Aḥmad ibn al-Ḥusaīn ibn Qasī (Árabe: أَبُو القَاسِم أَحْمَد بِن الحُسَين بِن قَسِيّ), un líder islámico natural de Silves. Originalmente empleado en la aduana de esa localidad, decidió dedicarse profundamente a la religión, e ingresó en una zauia o azóia (ermita islámica) en Arrifana, para iniciar una vida de meditación y recogimiento, y ofreció la mitad de sus bienes a los más pobres. Se autoafirmó como mahdi', y creó un nuevo grupo político religioso, conocido como el movimiento de los Muridíes. Emprendió un yihad armado por el dominio de la región sureste de la península, y luchó contra las dinastías almorávide y almohade, que controlaban las ciudades de Silves y Faro. Ibn Qasi desarrolló Azóia con lo que le quedaba de sus posesiones, convirtiéndola en un ribat, que sería la base de su fortaleza espiritual y militar. Los cimientos del Ribat propiamente dicho se hicieron hacia 1130. El complejo pasó por tres fases distintas de expansión, como demuestran los vestigios de obras de ampliación y renovación de los edificios, especialmente de la mezquita mayor.
Ribat alcanzó gran importancia aún durante la dominación árabe, habiendo sido mencionada por varios historiadores y geógrafos de la época, entre ellos Ibn al-Abbār, que mencionó que Ibn Qasi se había retirado al monasterio de Arrifana, situado en la costa marítima, y Yaqût, que en el siglo XIII describió la zona de al-Rihana (Arrifana) como situada en la franja costera al norte del cabo Algarve, más tarde conocido como cabo de San Vicente. Otra figura importante que se refirió a Ibn Qasī fue Alexandre Herculano, que lo identificó como aliado del primer monarca portugués, Alfonso I de Portugal. Al cabo de unos años, los muridianos se asumieron como la mayor potencia de la región, llegando a dominar en 1144 la taifa de Silves, todo el Algarve y parte del Bajo Alentejo, derrotando a las fuerzas de la familia Banu Al-Mallah y a los almorávides. En 1151, Ibn Qasi intentó una alianza con el primer monarca portugués, Alfonso I de Portugal, contra Abd al-Mumin, señor del Gharb al-Ândalus', aunque fracasó debido al asesinato de Ibn Qasi ese mismo año en Silves. Debido a la muerte de Ibn Qasi, el ribat fue abandonado solo unos años después. El movimiento muridino aún continuó durante algunos nos tras la muerte de su mentor, habiendo mantenido la plaza de Tavira hasta 1167.

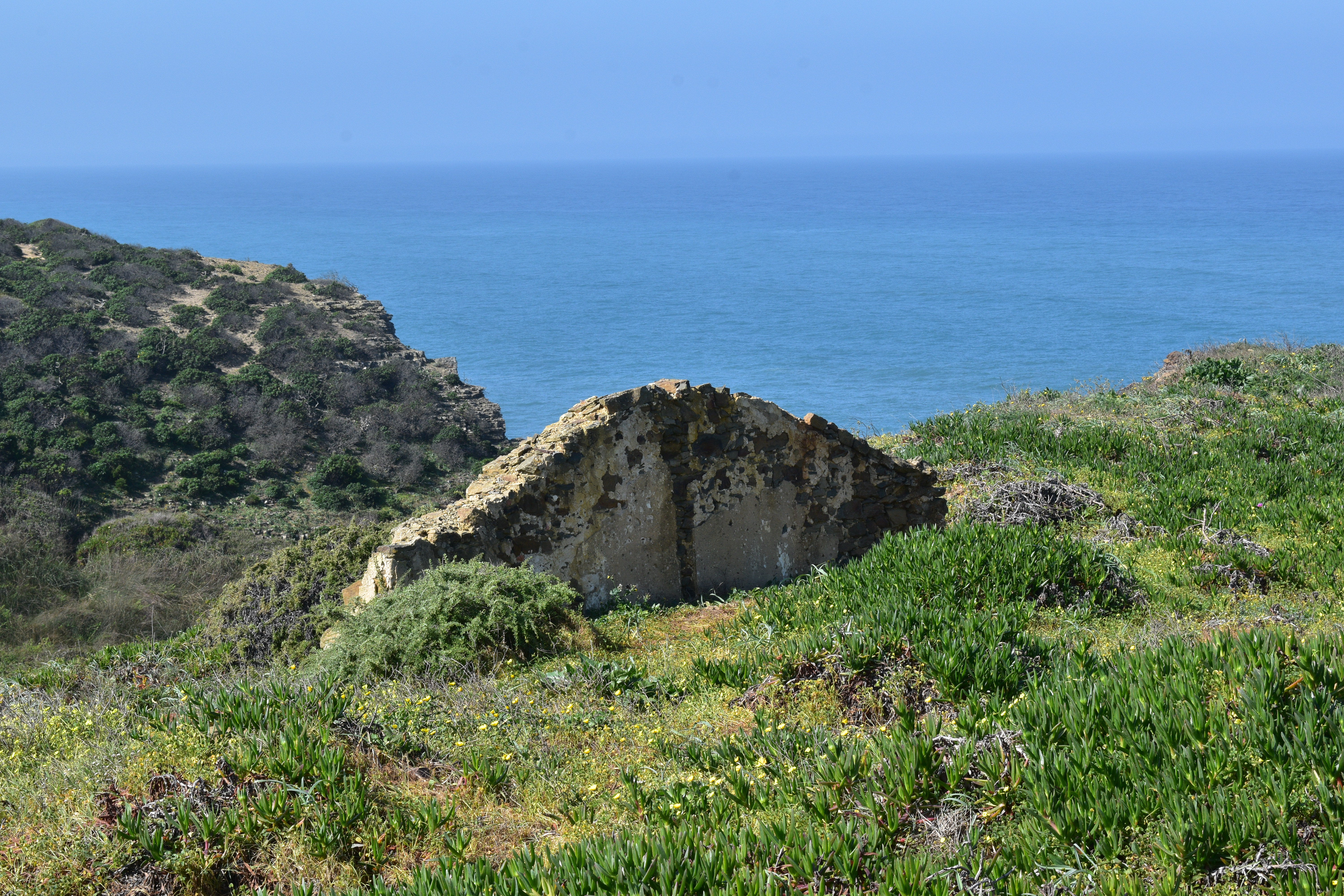
Restos de una muralla junto a las ruinas del Ribat

## Ocupación posterior
En el siglo XIV, el antiguo minarete fue convertido en una torre atalaia, que resistió hasta el siglo XVIII, y dio el nombre a Ponta da Atalaia. Posteriormente, se construyeron dos edificios sobre las ruinas, en la zona sureste, consistentes en una casa de labranza y un puesto de guardia fiscal.
En 1943, durante la Segunda Guerra Mundial, la zona de Arrifana y Ponta da Atalaia fue escenario de la Batalla de Aljezur, entre aviones británicos y alemanes.

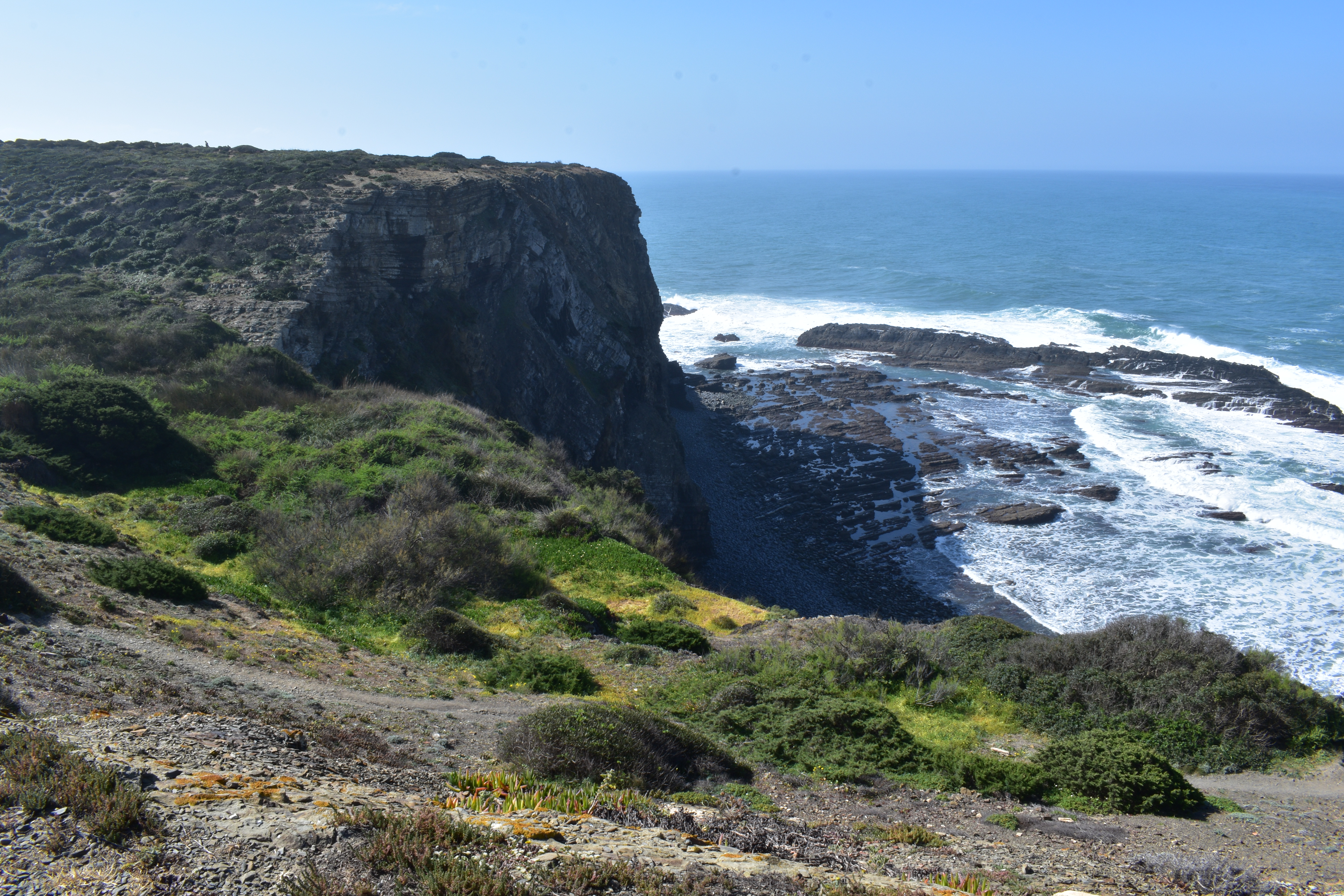
Golfo al suroeste del Ribat de Arrifana

## Redescubrimiento
La localización primitiva del Ribat da Arrifana se ha perdido, siendo varios los historiadores que avanzan la hipótesis de que estuviera situado dentro del Castillo de Aljezur o en el Castillo de Arrifana, situado cerca de la playa del mismo nombre. Existían varias referencias documentales al Ribat, pero a pesar de la tradición local, no tenían testimonios materiales asociados a la cultura islámica. Aunque al menos desde el siglo XIX se reconocía la existencia de ruinas en la zona de Ponta da Atalaia, no fue hasta 2001 que éstas fueron identificadas como el antiguo Ribat de Arrifana, por la pareja de arqueólogos Mário y Rosa Varela Gomes. Se llevaron a cabo entonces varias prospecciones arqueológicas en el lugar, y se encontraron vestigios de construcciones de piedra y adobe, incluyendo varias mezquitas, una gran necrópolis, un muro para las oraciones, la base de un minarete circular, una escuela coránica (madrasa). Las excavaciones arqueológicas comenzaron en 2002, bajo la dirección de Rosa Varela Gomes y Mário Varela Gomes.
En 2012 se descubrió la lápida de una tumba con el nombre de Ibrāhīm bn Sulaymān bn Hayyān, fallecido en 1148, que pudo ser un peregrino o un monje que murió en el lugar, o un guerrero que habría perecido en batalla y luego trasladado a Arrifana. El 17 de julio de 2013, el Ribat fue clasificado como monumento nacional, y el decreto correspondiente ordenó la conservación de las ruinas, tanto las originales como las relativas a la reutilización del conjunto en los siglos XIV y XV, cuando se reutilizó el alminar. También determinó la demolición de las ruinas de dos edificios construidos posteriormente, un puesto de guardia fiscal y una vivienda rural.
El 22 de julio de 2014, la Universidad Nueva de Lisboa informó de que se estaba llevando a cabo una investigación arqueológica en el yacimiento, coordinada por Rosa Varela Gomes y Mário Varela Gomes, profesores del Departamento de Historia de la Facultad de Ciencias Sociales y Humanas de la Universidad Nueva de Lisboa, y arqueólogos del Instituto de Arqueología y Paleociencias de la misma universidad. En la investigación colaboraron las antropólogas Nathalie Antunes Ferreira y Filipa Amado dos Santos, y varios estudiantes de arqueología de la Facultad. Durante la investigación, se encontraron varias tumbas, cuatro de las cuales aún contenían restos osteológicos, lo que permitiría realizar estudios bioantropológicos y relacionados con los rituales. Para ser analizados, los fragmentos óseos fueron enviados al Laboratorio de Arqueología de la Facultad. En el total de la campaña arqueológica, se excavaron siete tumbas y se encontraron siete esqueletos, uno de ellos perteneciente a un individuo femenino, algo se consideró inusual, dada la naturaleza del Ribat, aunque podría haber vivido en su interior. Uno de los principales hallazgos durante la campaña fue el descubrimiento de un tramo de la muralla, de unos 10 m de longitud. Esta campaña fue financiada por la fundación suiza Max van Berchem. A diferencia de años anteriores, la campaña de 2014 no contó con el apoyo de la Fundación Gulbenkian ni del Ayuntamiento de Aljezur. En 2014 solo se había excavado un tercio de la zona del Ribat, ya que las campañas arqueológicas realizadas hasta entonces habían sido de corta duración.
En junio de 2015, la Asociación Sociocultural de Aljezur y la Dirección Regional de Cultura del Algarve organizaron un encuentro nacional de artistas en Aljezur, que incluyó un recorrido a pie pasando por el Ribat de Arrifana.
En agosto de 2016, el ministro de Cultura, Luís Filipe Castro Mendes, visitó Ribat da Arrifana, y estuvo en una reunión con el representante en Portugal de la fundación suiza Aga Khan Trust For Culture, el alcalde de Aljezur, José Amarelinho, miembros de la Asociación para la Defensa del Patrimonio Histórico y Arqueológico de Aljezur, el director regional de Cultura del Algarve, y el director de Bienes Culturales de la Dirección General de Cultura. En ese momento, la fundación Aga Khan mostró interés en realizar un acuerdo con el gobierno portugués, con el fin de continuar la investigación arqueológica en Ribat, y construir un centro de interpretación. Sin embargo, el proceso se encontraba en un punto muerto debido a la resistencia del propietario del terreno donde se encontraba el Ribat, con quien ya se venía negociando desde hacía varios años, sin éxito. El propietario exigía el valor de 1,2 millones de euros por el terreno, cantidad considerada exagerada por el gobierno, ya que esa zona se encontraba en el parque natural y justo al lado del acantilado, lo que imposibilitaba la construcción de un desarrollo turístico. El ministro también admitió que si las negociaciones no tenían éxito, el Gobierno podría seguir adelante con la expropiación de los terrenos, de acuerdo con la clasificación de Ribat como monumento nacional. El gobernante también clasificó Ribat como tesoro nacional, debido a su ubicación, y a su valor histórico, patrimonial y cultural. Por su parte, el representante de la fundación Aga Khan en Portugal, Comendador Nazim Ahmad, destacó que la puesta en valor de este monumento no sólo sería importante a nivel comarcal y nacional, sino también a nivel internacional, siendo de interés para instituciones de enseñanza superior, y para arqueólogos y otros investigadores de la cultura islámica. Así, abogó por la construcción de un centro de interpretación y estudio, que no solo informaría a los turistas, sino que también serviría de apoyo a arqueólogos, estudiantes y otros investigadores.
En agosto de 2018, el historiador marroquí Ahmed Tahiri presentó su libro Aljezur y la Ribāt al-Rayhâna en la historia del Gharb al-Andalus en el Consejo Parroquial de Aljezur. Esta obra, publicada por la Asociación para la Defensa del Patrimonio Histórico y Arqueológico de Aljezur, fue escrita en portugués y árabe, y pretendía profundizar en diversos aspectos de Aljezur y la Ribāt da Arrifana, en el contexto geográfico del Gharb al-Ándalus. En ese año, los terrenos donde se ubicaba el Ribat aún eran de propiedad privada, lo que impedía realizar estudios más rigurosos y poner en valor el conjunto. En noviembre de ese año, la secretaria de Estado de Cultura, Ângela Ferreira, pronunció un discurso sobre las inversiones en cultura en el Algarve, y señaló el Ribat de Arrifana como una de las obras que se iniciarían en 2019, y dijo que la cuestión del Ribat se estaba tratando entre el Ministerio de Cultura y la Dirección General de Patrimonio Cultural. En una entrevista de marzo de 2019, Adriana Freire Nogueira, directora regional de Cultura del Algarve, informó de que la intervención en Ribat da Arrifana, por valor de 500 000 euros, era una de las seis consideradas urgentes en los monumentos del Algarve, hasta 2020.
El 10 de julio de 2019 se firmó un protocolo de cooperación para la investigación y preservación del Ribat da Arrifana entre la Universidade Nova de Lisboa, el Ministerio de Cultura, el municipio de Aljezur y la asociación Aga Khan Trust For Culture. Ese protocolo tenía como objetivo investigar, preservar y valorizar el complejo, y promoverlo al público, a través de la construcción de un centro de interpretación. Además de mantener el monumento en sí y su botín, también se debe preservar el contexto paisajístico en el que se enmarca el Ribat.